# Tadashi Tomori
Tadashi Tomori (友利 正, Tomori Tadashi) est un boxeur japonais né le 28 décembre 1959 à Okinawa.

## Carrière
Passé professionnel en 1978, il devient champion du Japon des poids mi-mouches en 1980 et 1981 puis champion du monde WBC de la catégorie le 13 avril 1982 après sa victoire aux points contre Amado Ursua. Tomori est en revanche battu dès le combat suivant aux points le 20 juillet 1982 par Hilario Zapata. Battu également lors du combat revanche, il met un terme à sa carrière sportive peu de temps après sur un bilan de 19 victoires et 7 défaites.